# Reichskommissariat Ukraine
```
   |-
       |
Erro:
:  
valor não especificado para "
nome_comum
"
```

Durante a Segunda Guerra Mundial, o Reichskommissariat Ukraine (em português:  Comissariado do Reich Ucrânia; abreviado como RKU), foi o regime de ocupação civil de grande parte da Ucrânia ocupada pelos alemães nazistas (que incluía áreas adjacentes da Bielorrússia moderna e da Polônia pré-guerra). Entre setembro de 1941 e março de 1944, o Reichskommissariat foi administrada pelo Reichskommissar Erich Koch. As tarefas da administração incluíam a pacificação e exploração da região, em benefício alemão, de seus recursos e pessoas. Adolf Hitler emitiu um decreto onde o Führer definia a administração dos territórios orientais recém-ocupados em 17 de julho de 1941.
Antes da invasão alemã, a Ucrânia era uma república constitutiva da União Soviética, habitada por ucranianos, além de minorias de russos, poloneses, judeus, bielorrussos, alemães, ciganos e de tártaros da Crimeia. Foi um tema central de planejamento nazista para a expansão do pós-guerra do Estado e da civilização alemã.
A ocupação nazista da Ucrânia acabou com a vida de milhões de civis no Holocausto na Ucrânia e outros assassinatos em massa nazistas: estima-se que cerca de 900 000 a 1,6 milhões de judeus e 3 a 4 milhões de ucranianos não judeus foram mortos durante a ocupação; outras fontes estimam que 5,2 milhões de civis ucranianos (de todos os grupos étnicos) morreram devido a crimes contra a humanidade, doenças relacionadas com a guerra e fome, correspondendo a mais de 12% da população ucraniana na época.

## História

Cartaz de propaganda nazista em ucraniano que diz "Hitler, o Libertador"

A Alemanha nazista lançou a Operação Barbarossa contra a União Soviética em 22 de junho de 1941, violando o tratado mútuo de não agressão. A invasão alemã resultou no colapso dos elementos ocidentais do Exército Vermelho Soviético nos antigos territórios da Polônia anexados pela União Soviética. Em 16 de julho de 1941, Hitler nomeou o Gauleiter nazista Erich Koch como o Reichskommissar do planejado "Reichskommissariat Ukraine", criado pelo decreto do Führer em 1 de setembro de 1941. Originalmente sujeito ao Ministério do Reich de Alfred Rosenberg para os Territórios Orientais Ocupados, tornou-se uma entidade civil alemã separada. A primeira transferência do território soviético ucraniano da administração militar para a civil ocorreu em 1 de setembro de 1941. Houve novas transferências em 20 de outubro e 1 de novembro de 1941, e uma transferência final em 1 de setembro de 1942, que trouxe os limites da província para além do rio Dniepre.
Na mente de Adolf Hitler e outros expansionistas alemães, a destruição da URSS, apelidada de Estado "Judeo-Bolchevique", removeria uma ameaça das fronteiras orientais da Alemanha e permitiria a colonização de vastos territórios da Europa Oriental sob a bandeira de "Lebensraum" (espaço vital) para a satisfação das necessidades materiais do povo germânico. Declarações ideológicas sobre o Herrenvolk alemão (raça superior) ter o direito de expandir seu território, especialmente no Leste, foram amplamente divulgadas entre o público alemão e funcionários nazistas de várias categorias. Mais tarde, em 1943, Erich Koch disse sobre sua missão: "Somos uma raça superior, e devemos lembrar que o trabalhador alemão mais humilde é racial e biologicamente mil vezes mais valioso do que a população daqui".
Em 14 de dezembro de 1941, Rosenberg discutiu com Hitler várias questões administrativas relacionadas ao Reichskommissariat Ukraine. Isso incluía uma disputa sobre o status de Koch e o acesso a Hitler, escassez de mão de obra para coletar a colheita, a insistência de Hitler de que a Crimeia e grande parte do sul da Ucrânia deveriam ser "limpos" (isto é, nacionalidades indesejadas a serem removidas) e diretamente vinculadas o Reich como um distrito chamado Gotenland ("Terra dos Godos"), a renomeação de cidades como Simferopol para "Gotenburg" e Sebastopol para "Theodorichshafen" (em homenagem ao antigo rei gótico Teodorico, o Grande) e um ajuste à fronteira com a Romênia - ocupou a Transnístria para remover a vista dos estaleiros em Mykolaiv.

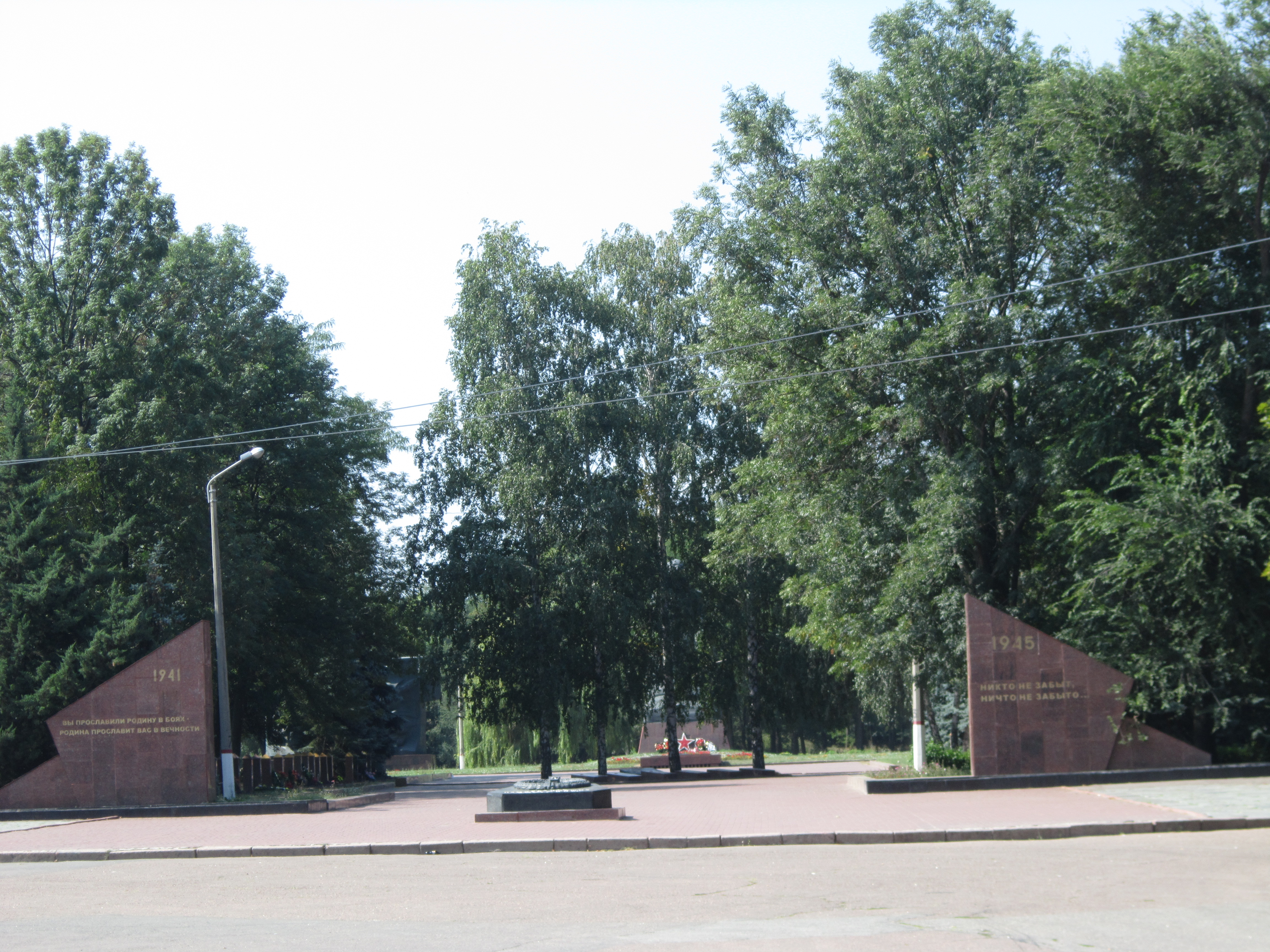
Entrada do Panteão da Glória Eterna dentro da Fortaleza de Santa Isabel em Kropyvnytsky. Um dos maiores enterros de vítimas da ocupação nazista na Ucrânia

A RKU foi liquidada em 10 de novembro de 1944.

## Geografia
O Reichskommissariat Ukraine excluiu várias partes da atual Ucrânia e incluiu alguns territórios fora de suas fronteiras modernas. Estendeu-se no oeste da região de Volínia ao redor de Lutsk, para uma linha de Vinnytsia a Mykolaiv ao longo do rio Bug do Sul, para as áreas ao redor de Kiev, Poltava e Zaporíjiia no leste. Territórios conquistados mais a leste, incluindo o resto da Ucrânia (Crimeia, Tchernihiv, Carcóvia e Bacia do Donbass/Donets), estiveram sob governo militar até 1943-1944. Em sua maior extensão, incluiu pouco menos de 340 000 quilômetros quadrados.
O antigo território soviético entre os rios Bug do Sul e Dniester também foi excluído do Reichskommissariat Ukraine; este foi dado à Romênia e denominado "Transnistria" ou "Transniestra", governada de Odessa pelo Dr. Alexeanu, o governador romeno.
Também abrangia várias partes do sul da atual Bielorrússia, incluindo a Polésia, uma grande área ao norte do rio Pripiate com florestas e pântanos, bem como a cidade de Brest-Litovsk e as cidades de Pinsk e Mazir. Isso foi feito pelos alemães para garantir um suprimento estável de madeira e um transporte ferroviário e fluvial eficiente.

## Administração

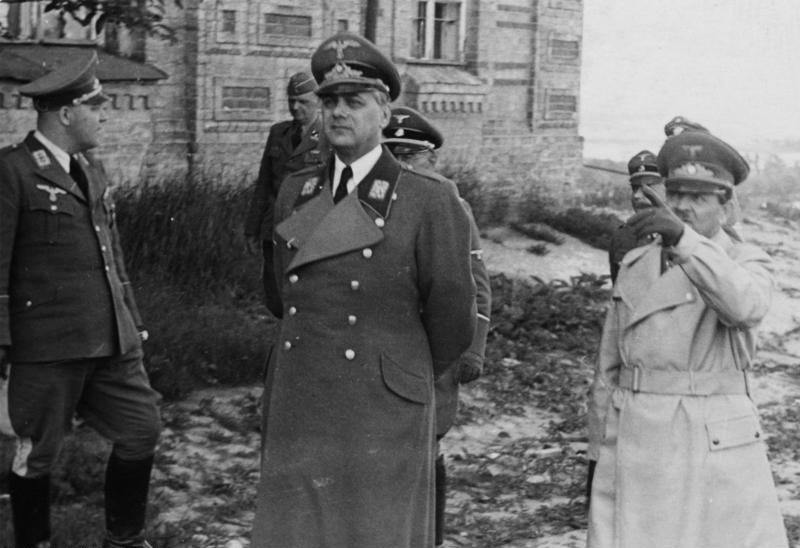
Erich Koch (direita) e Alfred Rosenberg (centro) em Kiev.

O 'Secretário de Estado' Herbert Backe do Staatssekretär foi nomeado pessoalmente pelo Ministro do Reich para os Territórios Orientais Ocupados. Seu ministério produziu a "Instruktion für einen Reichskommissar in der Ukraine" (Instrução para um Reichskommissar na Ucrânia) para a direção dos futuros administradores do região.
A capital desta administração alemã ficava em Rivne, na Ucrânia Ocidental.
A administração alemã deu o papel de "Chefe da Comissão Principal Ucraniana" ao Professor Wolodomyr Kubijowytsch, um dos primeiros apoiadores locais.
A administração local da justiça civil e criminal, além dos ramos locais da justiça militar da SS e da Wehrmacht, era composta por "Chef Parteien" (Chefe do partido), "Bailiffs", "Mayors", com supervisão dos alemães "Schoffen" (Conselheiros) e "Schlichten" (Árbitros) com amplos poderes legais. Os casos ou situações mais importantes que afetaram os "direitos naturais" de qualquer sujeito "ariano" foram administrados em Rivne ou Berlim.
A Wehrmacht introduziu reformas na Ucrânia, permitindo liberdade religiosa limitada. Em janeiro de 1942, o bispo Polikarp Sikorsky da Igreja Ortodoxa Ucraniana tornou-se o administrador temporário das terras da igreja na Ucrânia ocupada pelos alemães e recebeu o título de arcebispo de Lutsk e Kovel. Ele também tinha autoridade sobre os bispados em Kiev, Jitomir (Bispo Hryhorij Ohijchuk), Poltava, Kropyvnytskyi, Lubny (Bispo Sylvester Hayevsky), Dnipro e Bila Tserkva (Bispo Manuyil Tarnavsky) por decreto da Administração Civil Alemã de liberdade religiosa limitada na Ucrânia. A administração alemã também permitiu que o arcebispo Alexandre de Pinsk e da Polésia mantivesse a autoridade religiosa que exercia antes da guerra e a mesma permissão foi concedida ao arcebispo Alexandre da Volínia.[carece de fontes?]

### Figuras políticas relacionadas com a administração alemã da Ucrânia
- Alfred Rosenberg, Ministro do Reich para os Territórios Orientais Ocupados

- Reichskommissar da Ucrânia, Erich Koch
- Karl Stumpp, etnógrafo e líder do SS Sonderkommando.

### Divisões administrativas

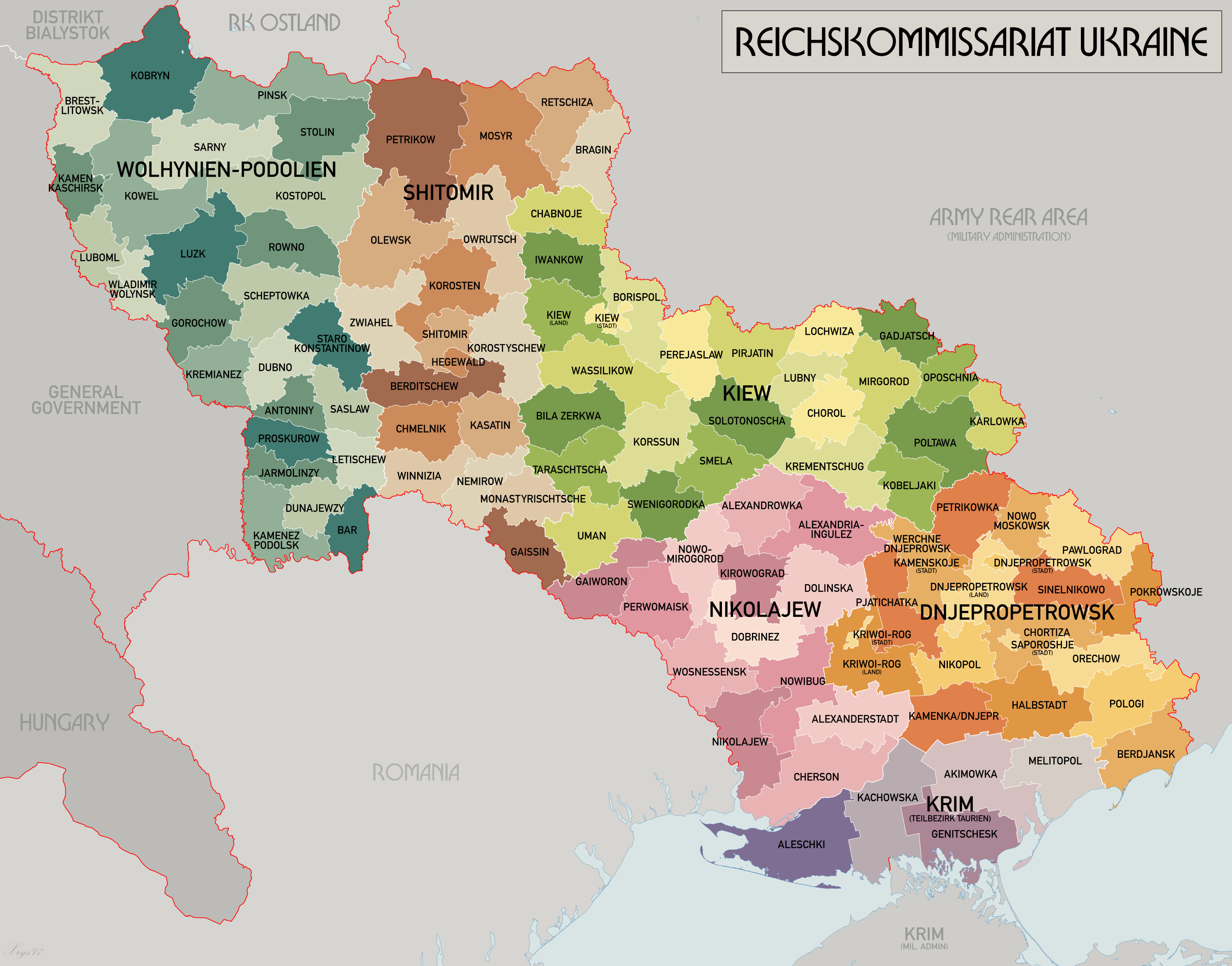
Mapa administrativo, setembro de 1942

Distrito Geral da Crimeia em 1942.

A capital administrativa do Reichskommissariat ficava em Rivne, e era dividida em seis Generalbezirke (distritos gerais), chamados Generalkommissariate (comissariados gerais) no planejamento pré-Barbarossa. Essa estrutura administrativa, por sua vez, foi subdividida em 114 Kreisgebiete (Áreas distritais) e, posteriormente, em 443 Parteien (partidos).
Cada "Generalbezirk" era administrado por um "Generalkommissar"; cada "área circular [ou seja, distrito] de Kreisgebiete" era liderada por um "Gebietskommissar" e cada "partido" do Partei era governado por um "Parteien Chef" (chefe do partido) ucraniano ou alemão. No nível inferior estavam os "Akademiker" alemães ou ucranianos ("Acadêmicos" - isto é, chefes de distrito) (semelhantes aos "Wojts" poloneses no Governo Geral). Ao mesmo tempo, em menor escala, os municípios locais eram administrados por "oficiais de justiça" e "prefeitos" nativos, acompanhados pelos respectivos conselheiros políticos alemães, se necessário. Nas áreas mais importantes, ou onde permanecia um destacamento do Exército Alemão, a administração local era sempre liderada por um alemão; em áreas menos significativas, o pessoal local estava encarregado.
Os seis distritos gerais eram:
- Jitomir - chefiado por Regierungpräsident Kurt Klemm, depois pela SS-Brigadeführer, Ernst Ludwig Leyser (de 1942)
- Kiev - chefiado por SA-Brigadeführer Helmut Quitzrau (até 14 de fevereiro de 1942), então SA-Oberführer Waldemar Magunia (de 14 de fevereiro de 1942)
- Mykolaiv - dirigido por NSFK-Obergruppenführer, Ewald Oppermann
- Volínia e Podólia - chefiada por SA Obergruppenführer, Heinrich Schoene
- Dnipro - chefiado por Oberbefehlshaber der NSDAP ('comandante-chefe do partido'), Claus Selzner
- Crimea-Táurida - chefiado pelo Gauleiter Alfred Frauenfeld (note que o título deste distrito era um nome impróprio, ele incluía apenas a área ao norte da península da Crimeia até o rio Dnieper).[9]

A posição administrativa do Krim Generalbezirk (Crimeia) permaneceu ambígua. De acordo com o plano original alemão, deveria corresponder aproximadamente à antiga governadoria de Táurida (portanto, incluindo também partes do continente da Ucrânia), e consistia em dois Teilbezirke (subdistritos):
- Taurien (as seções do continente, incluindo a estepe de Nogai e partes das províncias de Mykolaiv e Zaporíjia).
- Krym (península da Crimeia)

Apenas o primeiro deles foi transferido para a administração civil em setembro de 1942, com a península permanecendo sob controle militar durante a guerra. Seu administrador, Frauenfeld, jogou as autoridades militares e civis umas contra as outras e ganhou a liberdade de administrar o território como bem entendesse. Com isso, ele gozava de total autonomia, beirando a independência da autoridade de Koch. O governo de Frauenfeld foi muito mais moderado do que o de Koch e, consequentemente, mais bem-sucedido economicamente. Koch ficou muito irritado com a insubordinação de Fraunfeld (uma situação comparável também existia na relação administrativa entre o comissariado geral da Estônia e o Reichskommissariat Ostland).
Programado para incorporação ao Reichskommissariat Ukraine, mas nunca transferido para a administração civil, estavam o Generalkommissariate Tschernigow (Chernihiv), Charkow (Carcóvia), Stalino (Donetsk), Woronezh (Voronej), Rostow (Rostóvia do Dom), Stalingrado e Saratow (Saratov), que teria levado a fronteira da província até a fronteira ocidental do Cazaquistão. Além disso, o Reichskommissar Koch desejava estender ainda mais seu Reichskommissariat à Ciscaucasia.

## Demografia
A imprensa oficial alemã, em 1941, noticiava que as populações urbanas e rurais ucranianas chegavam a 19 milhões cada. Durante a existência do comissariado, os alemães realizaram apenas um censo oficial, no dia 1 de janeiro de 1943, documentando uma população de 16 910 008 pessoas. O censo oficial soviético de 1926 registrou a população urbana de 5 373 553 e a rural de 23 669 381 - um total de 29 042 934. Em 1939, um novo censo relatou que a população urbana ucraniana era de 11 195 620 e a população rural de 19 764 601 - um total de 30 960 221. Os soviéticos ucranianos representavam 17% da população soviética total.

## Exploração econômica
Na administração civil do Ministério do Reich para os Territórios Ocupados do Leste, numerosos funcionários técnicos trabalharam sob o comando de Georg Leibbrandt, ex-chefe da seção leste do escritório político estrangeiro no Partido Nazista, agora chefe da seção política do Ministério para os Territórios Ocupados do Leste. O adjunto de Leibbrandt, Otto Bräutigam, já havia trabalhado como cônsul com experiência na União Soviética. Os assuntos econômicos permaneceram sob a administração direta de Hermann Göring (o Plenipotenciário do Plano Quadrienal da Alemanha). A partir de 21 de março de 1942, Fritz Sauckel teve o papel de "Plenipotenciário Geral para Emprego" (Generalbevollmächtigter für den Arbeitseinsatz), encarregado de recrutar mão de obra para a Alemanha em toda a Europa, embora na Ucrânia Koch insistisse que Sauckel se restringisse a estabelecer requisitos, deixando o atual " recrutamento "de Ost-Arbeiter para Koch e seus brutos. A filial da Todt Organization Ost operava em Kiev. Outros membros da administração alemã na Ucrânia incluíam Generalkommissar Leyser e Gebietkommissar Steudel.
O Ministério dos Transportes tinha controle direto de "Ostbahns" e "Generalverkehrsdirektion Osten" (a administração ferroviária nos territórios orientais). Essas intervenções do governo central alemão nos assuntos dos Assuntos do Leste pelos ministérios eram conhecidas como Sonderverwaltungen (administrações especiais).

A posição do Ministério de Assuntos Orientais era fraca porque seus chefes de departamento: (Economia, Trabalho, Alimentos e Culturas e Florestas e Madeiras) ocupavam cargos semelhantes em outros departamentos governamentais (O Plano de Quatro Anos, Escritório Econômico Oriental, Ministério de Alimentos e Agricultura etc.) com outro pessoal júnior suplementar. Assim, o Ministério do Leste era administrado por critérios pessoais e interesses particulares sobre ordens oficiais. Além disso, não conseguiram manter a "Seção Política" em pé de igualdade com os departamentos mais especializados (Economia, Obras, Fazendas, etc.) porque as considerações políticas se chocavam com os planos de exploração do território.

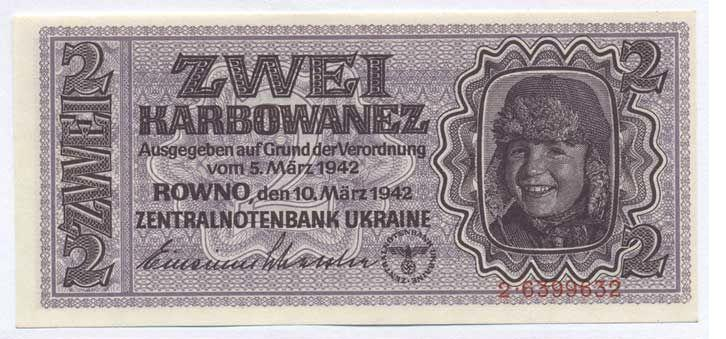
Notas de banco denominadas em karbovanets (Karbowanez em alemão). Os karbovanets substituíram o rublo soviético ao par e estiveram em circulação entre 1942 e 1945. Foi atrelado ao Reichsmark a uma taxa de 10 karbovantsiv = 1 Reichsmark

O Reichskommissariat Ukraine pagou impostos de ocupação e fundos ao Reich alemão até fevereiro de 1944 no valor de 1,246 bilhões de Reichsmark (equivalente a Predefinição: Inflação bilhões Predefinição: Inflação-ano €) e 107,9 milhões de rublos soviéticos, de acordo com informações de Lutz von Krosigk, o Ministro das Finanças do Reich.
O Ministério do Reich para os Territórios Orientais Ocupados ordenou que Koch e Hinrich Lohse (o Reichskommissar de Ostland) em março de 1942 fornecessem 380 000 trabalhadores agrícolas e 247 000 trabalhadores industriais para as necessidades de trabalho alemãs. Mais tarde, Koch foi mencionado durante a mensagem de ano novo de 1943, como ele "recrutou" 710 000 trabalhadores na Ucrânia. Esta e as iniciativas subsequentes de "registro de trabalhadores" na Ucrânia acabariam por sair pela culatra após a Batalha de Kursk (julho-agosto de 1943), quando os alemães tentariam construir uma linha defensiva ao longo do Dnieper apenas para descobrir que a mão de obra necessária tinha sido recrutada para forçar trabalho na Alemanha ou se esconderam para evitar tal "recrutamento".
Alfred Rosenberg implementou uma "Nova Ordem Agrária" na Ucrânia, ordenando o confisco de propriedades do estado soviético para estabelecer propriedades do estado alemão. Além disso, a substituição dos Kolkhozes e Sovkhozes russos, por seus próprios "Gemeindwirtschaften" (Fazendas Comunais Alemãs), a instalação da empresa estatal "Landbewirstschaftungsgessellschaft Ucrânia M.b.H." para administrar as novas fazendas e cooperativas estatais alemãs, e a fundação de numerosos "Kombines" (grandes monopólios de exploração alemães) com capital governamental ou privado no território, para explorar os recursos e a área do Donbass.

## Intenções alemãs
O regime planejava encorajar o assentamento de alemães e outros fazendeiros "germânicos" na região após a guerra, junto com o empoderamento de alguns alemães étnicos no território. A Ucrânia era a suposta residência de antigas tribos góticas germânicas; assim, de acordo com Hitler, "apenas alemão deve ser falado aqui". O envio de colonos holandeses ficou a cargo da "Nederlandsche Oost-Compagnie", uma empresa holandesa-alemã dedicada a encorajar a colonização do leste por cidadãos holandeses.
A administração civil alemã encontrou "Volksdeutsche" (alemães étnicos) em Mykolaiv, Zaporíjia e Dnipro. Os arquivos do censo soviético de 1926 contavam com 393 924 pessoas. Os soviéticos contavam com os alemães étnicos em toda a Rússia em 1 423 534, ou 1% da população total em 1939.
O governo tomou medidas para proteger os alemães da área que foram incluídos em sua lista racial de Volksdeutsch. Eles receberam direitos especiais
- o retorno de suas terras e propriedades antes da Revolução Soviética
- permissão para voltar e visitar a pátria
- a criação de zonas especiais de residentes alemães no Dnipro e outras áreas
- incentivou o recrutamento para o Exército Alemão ou serviço na administração civil do território, entre outras medidas especiais.

Na Ucrânia, os alemães publicaram um jornal local em língua alemã, o Deutsche Ukrainezeitung.
Durante a ocupação, um número muito pequeno de cidades e seus distritos mantiveram nomes alemães. Essas cidades foram designadas como fortalezas urbanas para os nativos de Volksdeutsche. Hegewald (sede de campo de Himmler e localização de uma pequena colônia alemã experimental), Försterstadt (também uma colônia de Volksdeutsche), Halbstadt (um assentamento alemão menonita), Alexanderstadt, Kronau e Friesendorf foram alguns deles.
Em 12 de agosto de 1941, Hitler ordenou a destruição total da capital ucraniana, Kiev, com o uso de bombas incendiárias e tiros. Como os militares alemães não tinham material suficiente para esta operação, ela não foi realizada, e os planejadores nazistas decidiram matar de fome os habitantes da cidade. Heinrich Himmler, por outro lado, considerava Kiev como "uma antiga cidade alemã" por causa dos direitos de cidade de Magdeburgo que havia adquirido séculos antes, e muitas vezes se referia a ela como "Kiroffo".